# Серија несрећних догађаја (ТВ серија)
Серија несрећних догађаја (енгл. A series of Unfortunate Events) је америчка драмска телевизијска серија црне комедије заснована на истоименој серији књига Лемонија Сникета (псеудоним америчког аутора Данијела Хендлера) за Нетфликс. У серији играју Нил Патрик Харис, Патрик Ворбертон, Малина Вајсман, Луис Хајнс, К. Тод Фриман и Присли Смит. Дилан Кингвел, Ајви Лејк, Сара Ру и Луси Панч придружују се глумцима у другој сезони.
Налик серији књига, Серија несрећних догађаја прати несрећна збивања троје Бодлерове деце, Вајолет, Клауса и Санија, након смрти њихових родитеља и уништења њиховог дома у пожару. Док се деца премештају по различитим хранитељским домовима, прогони их гроф Олаф, који жели да преузме контролу над огромним Бодлеровим наследством пре него што Вајолет постане пунолетна. Успут, Бодлерови откривају повезаност својих родитеља са неухватљивим тајним друштвом које се зове Добровољно ватрогасно одељење (често скраћено В.Ф.Д.). 
Прва сезона, која је премијерно приказана 13. јануара 2017. године, састоји се од осам епизода и адаптира прве четири књиге серије. Друга сезона је наручена у марту 2017. и објављена 30. марта 2018. године, која се састоји од десет епизода и адаптацијама од пете до девете књиге. Трећа и последња сезона, која је најављена у априлу 2017, а објављена 1. јануара 2019, састоји се од седам епизода и адаптира преостале четири књиге. 
Током свог приказивања, серија је добила бројне похвале критике, уз похвале њеној продукцији, писању, верности романима и глуми, посебно глуми Нила Патрика Хариса као грофа Олафа.

## Радња серије
Када мистериозни пожар уништи њихов дом и убије њихове родитеље, деца Бодлерових, Вајолет, Клаус и Сани, бивају стављени на бригу свом далеком „рођаку“, грофу Олафу, глумцу који је одлучан да за себе преузме породично богатство. Након Олафовог неуспелог покушаја да се домогне богатства Бодлерових и разоткривања његове завере, старатељство над децом Бодлерових је препуштено низу неспособних или несаосећајних хранитељских породица, док покушавају да избегну грофа Олафа и његове следбенике и открију мистерију иза тајног друштва из прошлости њихових родитеља. Тајанствени и меланхолични Лемони Сникет публици приповеда о авантурама Бодлерових.

## Улоге и ликови
- Нил Патрик Харис као гроф Олаф, пропали глумац који је одлучан да за себе затражи Бодлерово богатство. Члан је ватрогасне стране тајне организације ВФД (Добровољно ватрогасно одељење). Има једнобрву и тетоважу која личи на око на левом зглобу, која се често користи за идентификацију када је прерушен.
- Патрик Ворбертон као Лемони Сникет, наратор и члан ВФД који има задатак да објасни догађаје током живота Бодлера.
- Малина Вајсман као Вајолет Бодлер, најстарије Бодлерово дете, проналазач и талентовани механичар.
- Луис Хајнс као Клаус Бодлер, средње Бодлерово дете, заинтересовано за књижевност и књиге.
- К. Тод Фримен као Артур По, породични банкар у Мултуари Монеи Манагемент и извршитељ имања Бодлерових родитеља, који је задужен за стављање Бодлерових на старање одговарајућем старатељу. Често се види да је несвестан злочина око себе упркос томе што су му браћа и сестре Бодлер рекли.
- Присли Смит као Сани Бодлер, новорођенче, Бодлерово дете са неприродно јаким зубима и на крају љубављу према кувању.
- Тара Стронг пружа Санијеве блебеће звучне ефекте, чије значење се често преводи у титловима. Смитов сопствени глас је такође коришћен у трећој сезони.
- Луси Панч као Есме Сквалор (сезоне 2–3), гламурозна, богата финансијска саветница, која постаје савезник и љубавни интерес за грофа Олафа.
- Дилан Кингвел као браћа близанци, Данкан и Квигли Квегмајер (главне сезоне 2–3; гостујућа сезона 1) , Исадорина браћа. Данкан је страствени новинар, док је Квигли Ајсадора и Данканова давно изгубљена сестра за коју се мислило да је мртва у пожару у кући Квегмајер.
- Ајви Лејк као Исадора Куагмире (главна сезона 2; гостујуће сезоне 1 и 3), Данканова и Квиглијева сестра која воли да пише поезију.